# Лазар Меєрсон
Лазар Меєрсон (англ. Lazare Meerson; 1900-1938) — французький діяч кінематографа, художник-постановник, художній керівник безлічі фільмів.
Лазар народився в Росії, в єврейській родині. Брат відомого фотографа Гері Меєрсона. В юності деякий час жив у Німеччині в 1924 році переїхав у Францію.
Працював з такими великими режисерами як Жак Фейдер, Кінг Відор та ін. Його творчість припала на період поетичного реалізму в кінематографі, одного з провідних течій кіномистецтва 30-х років. За роботу художника-постановника у 1932 році був номінований на премію «Оскар» за найкращу роботу художника-постановника. У 1936 році емігрував до Великої Британії, де жив до кінця своїх днів.